# Kapela Presvetog Trojstva u Braslovju
Kapela Presvetog Trojstva u Braslovju je rimokatolička crkva u mjestu Braslovju, općina Samobor, zaštićeno kulturno dobro.

## Opis dobra
Kapela je podignuta na povišenom položaju među vinogradima, iznad naselja. Jednobrodna je građevina pravokutnog tlocrta s užim poligonalnim svetištem te sakristijom i zvonikom s piramidalnom kapom sjeverno uz svetište. Svođena je bačvastim svodom sa susvodnicama. Kapela se prvi puta spominje 1683., a na zaglavnom kamenu glavnog portala je upisana 1772. Sačuvani su barokni oltari, glavni i jedan bočni.

## Zaštita
Pod oznakom Z-1466 zavedena je kao nepokretno kulturno dobro - pojedinačno, pravna statusa zaštićena kulturnog dobra, klasificirano kao "sakralna graditeljska baština".